# Boarca
Boarca – wieś w Rumunii, w okręgu Braiła, w gminie Râmnicelu. W 2011 roku liczyła 66 mieszkańców.